# Harold Nye
Harold Edwin Nye (* 7. August 1896 oder 1899 in Los Angeles; † 10. August 1965) war ein US-amerikanischer Elektriker, der Ende der 1920er bis mindestens Mitte der 1940er bei Warner Bros. arbeitete.
Er wurde sowohl bei der Oscarverleihung 1940 als auch bei der von 1947 mit einem Technical Achievement Award ausgezeichnet, zunächst für eine miniature incandescent spot lamp, später gemeinsam mit der Elektrikabteilung des Studios für die Entwicklung eines electronically controlled fire and gaslight effect.
Seine Eltern waren Elmer Eugene Nye (1861–1951) und Julia Maria (geborene Powers; 1857–1925). Er hatte fünf Geschwister. Er war mit Ethel Irene Geidner verheiratet.